# Carolina Cougars 1969-1970
La stagione 1969-70 dei Carolina Cougars fu la 3ª nella ABA per la franchigia.
I Carolina Cougars arrivarono terzi nella Eastern Division con un record di 42-42. Nei play-off persero la semifinale di division con gli Indiana Pacers (4-0).

## Roster
| N° | Naz.                   | Ruolo | Sportivo       | Anno | Alt. | Peso |
| -- | ---------------------- | ----- | -------------- | ---- | ---- | ---- |
| 11 | Stati Uniti (bandiera) | G     | Bob Verga      | 1945 | 185  | 86   |
| 12 | Stati Uniti (bandiera) | AC    | Hank Whitney   | 1939 | 201  | 104  |
| 21 | Stati Uniti (bandiera) | G     | Ron Perry      | 1943 | 191  | 86   |
| 23 | Stati Uniti (bandiera) | G     | Gene Littles   | 1943 | 183  | 73   |
| 24 | Stati Uniti (bandiera) | G     | Calvin Fowler  | 1940 | 183  | 79   |
| 33 | Stati Uniti (bandiera) | A     | Steve Kramer   | 1945 | 196  | 91   |
| 34 | Stati Uniti (bandiera) | GA    | Doug Moe       | 1938 | 196  | 98   |
| 35 | Stati Uniti (bandiera) | A     | Randy Mahaffey | 1945 | 201  | 95   |
| 42 | Stati Uniti (bandiera) | AC    | Bill Bunting   | 1947 | 203  | 91   |
| 44 | Stati Uniti (bandiera) | GA    | Larry Miller   | 1946 | 193  | 86   |
| 51 | Stati Uniti (bandiera) | AC    | George Peeples | 1943 | 201  | 86   |
| 52 | Stati Uniti (bandiera) | C     | Rich Niemann   | 1946 | 213  | 111  |
| 52 | Stati Uniti (bandiera) | C     | George Sutor   | 1943 | 203  | 107  |

## Staff tecnico
- Allenatore: Bones McKinney